# James Vrij
James Louis Vrij (Amsterdam, 9 augustus 1951) is een voormalig amateurbokser uit Nederland, die in 1972 namens zijn vaderland deelnam aan de Olympische Spelen van München. Daar verloor hij in de derde ronde op punten van de Hongaar János Kajdi, die uiteindelijk de zilveren medaille zou winnen.
Vrij stond bekend als een attractieve bokser, maar had tevens de reputatie zeer kwetsbaar te zijn. Zijn gevecht tegen Tiger Quay in sportpaleis Ahoy' in Rotterdam betekende het einde van zijn profloopbaan, die hij begon na zijn olympische optreden in de hoofdstad van Beieren. Zijn vader Leo Vrij was een van de eerste donkere boksers in Nederland.
In zijn actieve tijd was hij aangesloten bij ABOV in Amsterdam.